# حسني بدر الدين
حسني بدر الدين هو ممثل وممثل صوت لبناني.

## عن حياته
له العديد من الأعمال التلفزيونية وله مشاركات في دوبلاج الرسوم المتحركة .

## فيلموغرافيا

### تلفاز
- درب الياسمين. 2015
- الغالبون 2. 2012
- أوراق الزمن المر. 1996

### أدوار الدبلجة
- أصحاب الكهف
- أميرة الروم
- الطباخ الصغير - أنتون إيغو (النسخة العربية الفصحى)
- الفتاكون 60
- فتيات وأمنيات
- فوق - بيتا (النسخة العربية الفصحى)
- كوكب الكنز (النسخة العربية الفصحى)
- مريم المقدسة
- يوسف الصديق - كيموني

## وصلات خارجية
- حسني بدر الدين على موقع قاعدة بيانات الأفلام العربية